# Сен-Жюльен-де-Ра
Сен-Жюльен-де-Ра (фр. Saint-Julien-de-Raz) — коммуна во Франции, находится в регионе Рона — Альпы. Департамент коммуны — Изер. Входит в состав кантона Вуарон. Округ коммуны — Гренобль.
Код INSEE коммуны — 38407. Население коммуны на 1999 год составляло 443 человека. Населённый пункт находится на высоте от 463  до 1 891  метров над уровнем моря. Муниципалитет расположен на расстоянии около 470 км юго-восточнее Парижа, 80 км юго-восточнее Лиона, 19 км севернее Гренобля. Мэр коммуны — Мари-Мадлен Сиран-Пюнье, мандат действует на протяжении 2001—2008 гг.
Динамика населения (INSEE):